# Walter «Serrano» Abella
Walter Abella Palacio, más conocido como «Serrano» Abella (Treinta y Tres, 18 de junio de 1942), es un periodista y locutor de radio uruguayo, director del programa Hora del Campo, emitido desde 1968 en radio La Voz de Melo. 

## Biografía
Sus padres fueron Inés Palacio y Marcos Abella. Es el penúltimo de seis hermanos. Pierde a su padre a temprana edad, lo que contribuye a que tenga que lidiar junto a sus hermanos con la pobreza. El apodo Serrano, se debe al hecho de haber nacido en las sierras.
Asistió a la escuela pública en Treinta y Tres y fue compañero de clase del guitarrista Rubito Aldave y de Braulio López. Desde muy joven hizo teatro y se presentó en la fonoplatea. Recibió la influencia de Rubén Lena, de las lecturas de Osiris Rodríguez Castillos, de sus amigos José Luis Guerra y el «Laucha» Prieto, etc. 
Militante del Partido Nacional, acompañó a Wilson Ferreira Aldunate en su regreso del exilio. 
Se destacó en el relato de raids y ciclismo y en locución radial en general, primero en Difusora Treinta y Tres y luego en Radio Olimar. Ya casado y con dos hijos, se radicó en Melo donde continuó en la radio La Voz de Melo con un programa radial llamado Hora del Campo, emitido de forma ininterrumpida desde el 21 de junio de 1968. Su audiencia está conformada mayoritariamente por trabajadores rurales que inician sus labores en el horario del programa: de 5 AM a 8 AM. El programa se emite de lunes a sábado y es dirigido y conducido por él y su hijo Joaquín «Polilla» Abella. También participa del programa de Horacio Jaume, en CX 4 Radio Rural, en un espacio los días martes y sábados las 8.15 de la mañana.
En 2009 se editó Martín Aquino el Matrero, escrito por Abella con la colaboración de Javier Vaz. Por este libro, resultado de una investigación de más de cuarenta años sobre la vida de uno de los matreros más célebres de Uruguay, obtuvo el premio Bartolomé Hidalgo 2010 en la categoría Revelación. En 2015 recibió el premio «Manuel Oribe» a la Cultura en la categoría Promoción Cultural Radial.
Animó durante muchos años el Festival de la Canción en Treinta y Tres, actividad de la que se retiró por un largo período hasta su regreso en 2011.
En 2017 se editó Serrano Abella. La voz desnuda, de Daniel Erosa, una biografía de Walter «Serrano» Abella. También en 2017 se editó Los muros del silencio, coescrito por Serrano Abella y Javier Vaz, investigación en la que se reconstruye un episodio de corte policial sobre la identidad del crítico uruguayo Emir Rodríguez Monegal.